# Stictoptera anca
Stictoptera anca är en fjärilsart som beskrevs av Swinhoe 1919. Stictoptera anca ingår i släktet Stictoptera och familjen nattflyn. Inga underarter finns listade i Catalogue of Life.